# Ariel Broggi
Ariel Esteban Broggi (San Martín, 15 gennaio 1983) è un allenatore di calcio ed ex calciatore argentino, di ruolo difensore.

## Carriera

### Club
Ha giocato nella massima serie dei campionati argentino e turco, e nella seconda divisione argentina.

## Palmarès

### Giocatore

#### Club

##### Competizioni nazionali
- Campionato argentino: 1

Vélez Sarsfield: Clausura 2004-2005

### Allenatore

#### Competizioni nazionali
- Campionato argentino: 1

Racing Club: 2018-2019
- Trofeo de Campeones de la Superliga Argentina: 1

Racing Club: 2019